# Se, Josta Ei Puhuta
Se, Josta Ei Puhuta ist eine finnische Death- und Thrash-Metal-Band aus Iisalmi, die im Jahr 2007 gegründet wurde.

## Geschichte
Die Band wurde im Jahr 2007 von Sänger Samu Männikkö gegründet. Kurze Zeit später kamen Gitarrist Heikki Matero, Bassist Juho-Pekka Lappalainen und Schlagzeuger Ilkka Nissinen zur Besetzung und vervollständigten die Besetzung. Nach der Veröffentlichung des ersten selbstbetitelten Demos im Jahr 2007, kam Harri Granqvist als zweiter Gitarrist zur Besetzung. Im Frühling 2010 unterschrieb die Band einen Vertrag bei Sound of Finland und veröffentlichte bei diesem Label ihr Debütalbum Ne, Joista Ei Puhuta. Auf dem Tonträger war Pekka Koskelo, eigentlich Schlagzeuger bei Hooded Menace, zu hören, da es Nissinen aufgrund einer Handverletzung nicht möglich war, sein Instrument zu spielen. Im November 2011 erschien bei Spinefarm Records das zweite Album Musta, Kylmä, Syvä Ja Samea. Beide Alben wurden von Dan Swanö abgemischt und gemastert. Von den Jahren 2010 bis 2012 hielt die Band Touren durch Finnland ab und spielte dabei zusammen mit Bands wie Swallow the Sun, Barathrum, Ajattara und Sadistik Forest. Im Herbst 2012 begann die Band mit den Arbeiten zum dritten Album.

## Stil
Die Band orientierte sich anfangs stark am Hardcore Punk. Später spielte die Band eine aggressive Variante des Thrash Metal, wobei die Musik auch sehr stark durch den Death Metal beeinflusst wurde.

## Diskografie
- Se, Josta Ei Puhuta (Demo, 2007, Eigenveröffentlichung)
- Ne, Joista Ei Puhuta (Album, 2010, Sound of Finland)
- Musta, Kylmä, Syvä Ja Samea (Album, 2011, Spinefarm Records)